# Martin Fraisl
Martin Fraisl (født 10. maj 1993) er en østrigsk fodboldspiller, der spiller for Segunda Liga-klubben C.D. Mafra.

## Karriere

### FC Schalke 04
Den 21. juli 2021 skiftede Martin Fraisl til Schalke 04.

### Arminia Bielefeld
Den 24. august 2022 blev det offentliggjort, at Martin Fraisl skiftede til Arminia Bielefeld.

### FC Midtjylland
Den 2. august 2023 blev det offentliggjort, at Martin Fraisl skiftede til FC Midtjylland.

### C.D. Mafra
Den 15. juli 2024 skiftede Martin Fraisl til C.D. Mafra.